# Radcliff (Kentucky)
Pour les articles homonymes, voir Radcliff.
Radcliff est une localité du comté de Hardin dans le Kentucky.
La population était de 21 961 habitants en 2010. La ville a été fondée en 1919, et incorporée en 1956.